# Constantin IV
Pour les articles homonymes, voir Constantin IV (homonymie).
Constantin IV (latin : Flavius Constantinus Augustus, grec : Κωνσταντίνος Δʹ) (né vers 650 et mort le 14 septembre 685), souvent appelé incorrectement Pogonate, c'est-à-dire « le Barbu », en confusion avec son père, fils aîné de Constant II et de l'impératrice Fausta, co-empereur à partir de 654 puis empereur byzantin de septembre 668 à sa mort.
De son épouse Anastasie, sa demi-cousine-tante fille de Jean Athalarichos selon Christian Settipani, il eut deux fils, dont l'aîné devint l'empereur Justinien II. Elle était encore vivante en 711, l'année de la mort de son fils et de son petit-fils Tibère.

## Biographie
Son père Constant II quitte Constantinople en 662, et après un passage en Grèce et une visite à Rome, s'installe en 663 à Syracuse où il souhaite faire venir sa famille ; le sénat et le peuple de Constantinople s'y opposent. Pendant cette période, Constantin est investi de l'autorité impériale dans la capitale, et doit faire face début 668 à la révolte de Saborios, stratège du thème des Arméniaques qui se proclame empereur près de Mélitène avec l'appui des musulmans. La majeure partie de ses troupes le suivent, mais sur le chemin de Constantinople, il meurt accidentellement d'une chute de cheval près d'Hadrianopolis de Bithynie.
Après l'assassinat de Constant II à Syracuse le 15 septembre 668, Constantin IV entame son règne personnel, ses frères Héraclius et Tibère étant associés à l'Empire. Dans cette année il prit le titre de consul. Il doit d'abord se rendre en Sicile pour mettre fin à l'usurpation de l'Arménien Mezezios, l'un des meurtriers de son père, mais celui-ci est déjà renversé et tué quand il arrive. Parmi les dignitaires impliqués dans la révolte et exécutés figure un patrice nommé Justinien, peut-être cousin de l'empereur ; son fils Germanos, seulement castré, devient plus tard patriarche de Constantinople (Germain Ier, 715-730). Au printemps 669, le jeune empereur ramène à Constantinople les troupes que son père avait autour de lui à Syracuse.
Pendant ce temps, le calife Muʿawiya Ier tire parti de la situation : l'armée qu'il a envoyée pour aider Saborios occupe déjà l'Arménie byzantine, et il la renforce par un corps expéditionnaire dirigé par son fils Yazīd. Celui-ci mène ses troupes jusqu'à Chalcédoine, sur la rive asiatique du Bosphore, et sur le chemin du retour, il s'empare de la ville d'Amorium où il laisse une garnison de cinq mille hommes. Mais pendant l'hiver 669-670, Constantin IV envoie une armée qui reprend la ville et extermine cette garnison isolée.
En 670, les Arabes mènent une grande attaque à la fois sur l'Afrique et la Sicile. En Afrique, bien que leur objectif soit une conquête totale, il ne parviennent à s'emparer que d'un petit nombre de villes supplémentaires, mais ils fondent la ville fortifiée de Kairouan, base d'attaque contre l'exarchat de Carthage, à 150 kilomètres du chef-lieu byzantin. En Sicile, une flotte arabe met Syracuse à sac, emporte de nombreux prisonniers et un énorme butin, avec notamment le bronze que l'empereur Constant II y avait accumulé. En Asie mineure, une armée arabe atteint encore la mer de Marmara en automne 670 ; confrontée à un hiver particulièrement précoce et rude, elle s'installe à Cyzique jusqu'au printemps, découvrant cette ville et sa presqu'île comme une base idéale pour mener des attaques dans toute la région de Constantinople.
Au printemps 672, le calife Muʿawiya Ier envoie trois flottes sur les côtes méridionales et occidentales de l'Asie mineure, contre lesquelles la grande flotte byzantine des Karabisianoi se révèle impuissante, et qui hiverne en 672-673 en Cilicie, en Lycie et en Lydie (à Smyrne). Comprenant le danger, Constantin IV lance un grand programme de construction navale à Constantinople, faisant équiper les vaisseaux d'une toute nouvelle arme, le feu grégeois, fournie à l'Empire par un ingénieur originaire de Syrie, Callinicus. En 673, apprenant que les Arabes se préparent à lancer une nouvelle flotte depuis l'Égypte, l'empereur prend l'initiative et y envoie ses navires, qui remportent d'ailleurs sur la côte égyptienne une victoire importante, mais la flotte du calife est déjà partie ; elle s'empare de l'île de Rhodes où douze mille Arabes s'installent pour se livrer entre autres à la piraterie. En cette même année 673, le calife envoie une autre armée qui s'empare de la plus grande partie de la Cilicie, y compris la ville de Tarse. Au printemps 674, une grande flotte arabe franchit l'Hellespont (les Dardanelles) et, pendant six mois, terrorise toute la côte européenne de la mer de Marmara jusqu'aux murailles de Constantinople.
Pendant ce temps, Constantin IV est averti qu'un chef slave du nom de Perboundos, voulant tirer profit des difficultés de l'Empire, a échafaudé un plan pour s'emparer de Thessalonique. L'empereur le fait capturer et exécuter. Mais cet acte provoque l'indignation des Slaves de Macédoine, qui assiègent Thessalonique et l'attaquent durement pendant deux années (676-678). Constantin IV n'ayant alors presque aucun moyen à sa disposition pour défendre la ville, elle est bientôt réduite à une profonde détresse. Vers la même époque, les Lombards du duché de Bénévent entreprennent la conquête de ce qu'on appelle jusqu'alors la « Calabre » (c'est-à-dire le talon de la botte italienne) ; la plupart des villes, y compris Tarente et Brindes (sauf Otrante), tombent entre leurs mains ; la population byzantine fuit dans la région appelée jusqu'alors « Bruttium », à laquelle est transféré le nom de « Calabre ».
À l'automne 674, les Arabes s'emparent à nouveau de la presqu'île de Cyzique et s'y installent pour l'hiver. C'est en cette année 674 qu'on fait commencer ce qu'on nomme assez improprement le « siège de Constantinople de 674 à 678 » : ce ne fut pas vraiment un siège, comme en 717-718, mais plutôt une série d'attaques annuelles sur la ville et ses environs, menées notamment à partir de Cyzique, lieu d'hivernage des musulmans. Au printemps 675, la flotte arabe reprend ses raids sur les côtes de la mer de Marmara, et la marine impériale est tout entière mobilisée pour la défense de la capitale. Une autre armée arabe en profite pour s'attaquer à la Crète, où elle passe l'hiver suivant. Au printemps 676, la flotte arabe de Cyzique est rejointe par une armée terrestre envoyée par le calife et commandée par son fils Yazīd. En 677, cette armée serre de très près Constantinople, dévastant la région alentour, tandis que les Slaves assiègent à nouveau brièvement Thessalonique pendant l'été.
C'est à l'automne 677 que Constantin, après avoir bien préparé l'opération, décide de contre-attaquer énergiquement avec ses navires armés du feu grégeois, semant l'épouvante et la mort dans la flotte arabe. Les musulmans se retirent alors, mais sur le chemin du retour, la flotte est prise dans une violente tempête à la hauteur de Syllaion, au large de la Pamphylie, et entièrement détruite (novembre ou décembre 677). Quant à l'armée terrestre commandée par Yazīd, elle est sévèrement mise à mal par des attaques byzantines pendant sa traversée de l'Asie mineure.
Débarrassé de la menace arabe, Constantin se tourne dès 678 vers les Slaves, qui ont étendu leurs attaques sur toute la côte septentrionale de la mer Égée et jusqu'à l'Hellespont : pendant l'été, il leur inflige dans la vallée du Strymon une sévère défaite qui les oblige à fuir vers le nord, ce qui permet aux habitants de Thessalonique de reprendre le contrôle d'une enclave byzantine autour de leur cité.
Pendant ce temps, les difficultés du calife Muʿawiya Ier s'aggravent en Syrie même : des populations de religion chrétienne qui vivent en marge dans les monts Amanus, les Mardaïtes, se livrant régulièrement à des raids de pillage dans les régions environnantes (jusqu'alors principalement, d'ailleurs, la Cilicie byzantine, mais elle a été conquise par les musulmans en 673), s'enhardissent du fait des revers militaires du calife : elles s'étendent au mont Liban, s'agrégeant les montagnards de cette région et aussi des esclaves en fuite ou des hors-la-loi divers, et commencent à mener des campagnes de pillage jusque dans les parages de Jérusalem. Muʿawiya Ier décide alors de demander une trêve à Constantin IV : il envoie une ambassade qui ramène en Syrie un négociateur byzantin, le patrice Jean Pitzigaudios. Le traité est probablement signé en 679 : le calife s'engage à un tribut annuel de 300 000 nomismata, cinquante esclaves et cinquante chevaux. D'autre part, Muʿawiya Ier étant mort l'année suivante, son fils Yazīd voit contester son droit à la succession et préfère évacuer Rhodes, occupée depuis 673, pour éviter une reprise des hostilités avec l'Empire. Le prestige international de celui-ci est tellement restauré que même le khagan des Avars envoie une ambassade et reconnaît la suprématie « romaine ».
Désormais délivré de toute menace militaire immédiate, Constantin IV décide de régler la question du monothélisme, restée en suspens depuis les années 650. L'Empire n'avait jamais officiellement renié cette doctrine, bien que la situation qui avait motivé son adoption par Héraclius en 638 ait été bien dépassée : il s'agissait alors de trouver un compromis avec les monophysites de Syrie et d'Égypte, des provinces que Constantin IV n'espère plus recouvrer, tandis que le monothélisme, en revanche, empêche une pleine communion entre Constantinople et Rome. L'empereur écrit au pape dès 678 (d'abord au pape Donus, mort en avril 678, mais la lettre parvient à son successeur Agathon, élu en juin). Le troisième concile de Constantinople s'ouvre finalement le 7 novembre 680 dans la salle à coupole du palais impérial appelée Troullos (d'où son nom de « concile in Trullo ») ; il rassemble au début cent évêques presque tous grecs (à la fin cent soixante-quatorze), avec en personne l'empereur, qui va présider les onze premières sessions sur dix-huit, et les patriarches de Constantinople et d'Antioche (les deux résidant à l'époque dans la capitale, car Antioche, en territoire musulman, est inaccessible) ; il y a des délégués des Églises melkites de Jérusalem et d'Alexandrie, à l'époque « acéphales » ; les légats du pape arrivent en retard, à la mi-novembre. La dix-huitième et dernière session a lieu le 16 septembre 681, en présence de l'empereur qui est acclamé « nouveau Marcien » et « nouveau Justinien ». La longueur du concile atteste la résistance des monothélites, nombreux au Proche-Orient, et menés par le patriarche Macaire Ier d'Antioche, destitué de son siège à la neuvième session. Les condamnations finales sont d'ailleurs d'une rigueur inattendue : même le pape Honorius Ier mort en 638, est déclaré hérétique.
En 680, quelque temps avant l'ouverture du concile, Constantin IV a déposé ses deux frères Héraclius et Tibère, qui avaient été couronnés co-empereurs par leur père : il veut sans doute établir son fils aîné Justinien, qui a douze ans, comme héritier incontestable. Cette initiative provoque une mutinerie de soldats du thème des Anatoliques, qui marchent sur la capitale et arrivent jusqu'à Chrysopolis ; ils soutiennent qu'il doit y avoir trois empereurs comme il y a trois personnes dans la Trinité. Constantin fait arrêter les meneurs et les fait pendre, mais il annule prudemment la déposition de ses deux frères. Ce n'est qu'à la fin du concile, un an plus tard en 681, auréolé de son prestige, qu'il les dépose de nouveau, leur fait couper le nez, et les présente ainsi à la session finale. Ils meurent après cette année ou après 683.
Mais une nouvelle menace se profile déjà à l'horizon. La « Grande Bulgarie », royaume allié de l'Empire et situé au nord de la mer Noire, a été envahie et vassalisée vers 665 par les Khazars, un peuple venu d'Asie. Une partie des Bulgares s'est alors échappée vers l'ouest, sous la conduite du khan Asparoukh, et se trouve sur la rive nord du Danube, près du delta, depuis le début des années 670. Au début de 681, un groupe commandé par Asparoukh franchit le fleuve, comptant s'emparer de terres plus au sud. Constantin IV a fait venir des troupes d'Asie mineure, il a préparé une flotte, et au printemps les deux forces remontent de concert vers le nord, attaquant les fortins bulgares dans la région du delta. Mais l'empereur, apparemment indisposé, profite d'une pause dans les combats pour se rendre par mer dans la ville de Mésembrie, plus au sud. En son absence, les troupes byzantines se débandent et repartent en désordre vers le sud. Les Bulgares les attaquent alors et en tuent et blessent un grand nombre. Asparoukh les poursuit et s'empare de Varna et d'autres villes de la région. Constantin doit signer avec lui un traité lui reconnaissant la possession des territoires qu'il a conquis et prévoyant le versement d'un tribut. Rapidement, le khan bulgare s'impose aux populations slaves désorganisées de la région. Installé à Pliska, il fonde un nouvel État balkanique qui va rapidement poser un défi redoutable à l'Empire.
À la fin de 681, une révolte se produit dans le khanat des Avars : il s'agit de populations d'origine romano-byzantine de la région de Sirmium, qui vivaient sous la domination des Avars depuis les années 610. Sous la conduite d'un Bulgare nommé Kuver, ces gens migrent vers le sud jusqu'à Thessalonique ; Constantin les accueille à bras ouverts et les installe sur des terres en Thrace. D'autre part, il crée un nouveau thème de Thrace avec l'essentiel du territoire européen de l'Opsikion (bien que la défense de la capitale reste confiée à celui-ci) : avec son stratège siégeant sans doute à Arcadiopolis, il constitue une défense plus efficace contre les Bulgares que l'Opsikion, dont le chef-lieu est Ancyre.
Dans le califat, l'autorité des Omeyyades est toujours fortement contestée, et Yazīd Ier doit encore en 682 lutter contre un soulèvement chiite à Médine. Les princes chrétiens d'Arménie et d'Ibérie en profitent pour transférer leur allégeance à l'Empire byzantin. En 683, le gouverneur musulman de Kairouan est tué par des renégats, qui s'emparent de la forteresse et fondent une principauté alliée des Byzantins ; la menace contre l'exarchat de Carthage est donc provisoirement levée. Les décès successifs de Yazīd Ier et de Muʿawiya II plongent le califat dans une guerre civile généralisée. Cherchant à tirer parti de cette situation, Constantin envoie en 684 une flotte qui ravage les ports de la côte de Palestine (Acre, Césarée, Ascalon), tandis que les Mardaïtes pillent l'arrière-pays. À l'automne de cette année, une armée conduite par l'empereur lui-même reconquiert la Cilicie, y compris la ville de Mopsueste. En 685, le nouveau calife Abd Al-Malik offre de signer un traité accroissant considérablement le tribut versé à l'Empire : 365 000 nomismata, 365 esclaves et 365 chevaux par an. Constantin IV accepte ces termes.
Il meurt de dysenterie le 14 septembre 685, âgé d'environ trente-cinq ans.